# Тедонган (бира)
Вижте пояснителната страница за други значения на Тедонган.
„Тедонган“ (на корейски: 대동강맥주) е марка севернокорейска бира, произвежда се от държавната пивоварна фабрика „Тедонган“ в Пхенян. Носи името на втората по дължина река в Северна Корея Тедонган.

## История
Севернокорейското правителство решава да създаде пивоварна фабрика през 2000 г. Чрез контакти с Германия правителството успява да закупи неизползвани и малко използвани уреди за производство на бира от закритата английска пивоварна фабрика „Ushers of Trowbridge“ в Уилтшър за 1,5 милиона британски лири. След като се уверяват, че оборудването няма да се използва за производство на химическо оръжие, то се изпраща в Северна Корея. Пивоварната използва германска техника за контрол на качеството. Производството на бира започва на 29 ноември 2002 г. Годишно се произвеждат по около 70 милиона литра бира. На 3 юли 2009 г. по държавната телевизия на Северна Корея се появява кратка реклама на бирата. Тя е излъчена общо три пъти.

## Характеристика
Бирата е с алкохолно съдържание 5 % и има по-горчив вкус от повечето бири в Азия, наподобяващ английски ейл. За бирата вестник „Ню Йорк Таймс“ пише: 
| „               | Бира тип лагер с плътен и от една страна леко сладък, но с леко горчив привкус. Една от най-качествените бири в последните години. | “ |
| „Ню Йорк таймс“ | |   |

Други критици я определят като: 
| „               | Много респектираща, но не всепризната пивоварна. | “ |
| „Ню Йорк таймс“ |                                                  |   |

## Разпространение
„Тедонган“ се произвежда предимно за вътрешния пазар на Северна Корея. През 2005 г. започва износ за Южна Корея, вносител е фирмата „Vintage Korea“. В средата на 2007 г. вноса на „Тедонган“ драстично намалява, което се дължи на увеличение на цената със 70 % без предупреждение. Тя е най-популярната марка бира в Северна Корея и се продава в ресторантите. Разпространена е и в хотелите за чужденци в Пхенян. Севернокорейците пият бирата най-често със сушена риба и соев сос.